# Folk-Country
| Recensione                        | Giudizio |
| --------------------------------- | -------- |
| AllMusic                          | [ 1 ]    |
| The New Rolling Stone Album Guide | [ 2 ]    |
| Dizionario del Pop-Rock           | [ 3 ]    |

Folk-Country è il secondo album di Waylon Jennings e il primo con un'etichetta importante come la RCA Victor, pubblicato nel marzo del 1966.

## Tracce

### LP
Lato A
1. Another Bridge to Burn – 2:36 (Harlan Howard) – Registrato il 16 marzo 1965
2. Stop the World (And Let Me Off) – 2:00 (Carl Belew, W. S. Stevenson) – Registrato il 18 marzo 1965
3. Cindy of New Orleans – 1:56 (Waylon Jennings) – Registrato il 19 marzo 1965
4. Look into My Teardrops – 2:18 (Don Bowman, Harlan Howard) – Registrato il 28 luglio 1965
5. Down Came the World – 2:12 (Bozo Darnell, Waylon Jennings) – Registrato il 18 marzo 1965
6. I Don't Mind – 2:53 (Harlan Howard, Richard Johnson) – Registrato il 28 luglio 1965

Lato B
1. Just for You – 2:09 (Don Bowman, Jackson King, Jerry Williams) – Registrato il 28 luglio 1965
2. Now Everybody Knows – 2:32 (Don Bowman) – Registrato il 16 marzo 1965
3. That's the Chance I'll Have to Take – 2:02 (Jackson King) – Registrato il 19 marzo 1965
4. What Makes a Man Wander – 2:38 (Harlan Howard) – Registrato il 28 luglio 1965
5. I'm a Man of Constant Sorrow – 2:40 (Waylon Jennings) – Registrato il 18 marzo 1965
6. What's Left of Me – 2:30 (Harlan Howard) – Registrato il 19 marzo 1965

- Il brano: I'm a Man of Constant Sorrow, sulle note del vinile porta la firma di Waylon Jennings, in realtà sembra un riadattamento del brano tradizionale country Man of Constant Sorrow

## Musicisti
Another Bridge to Burn / Now Everybody Knows
- Waylon Jennings - voce solista
- Gerald Gropp - chitarra
- Pete Wade - chitarra
- Hargus Robbins - piano
- Paul Foster - basso
- Richard Albright - batteria
- Anita Carter, Dorothy Ann Dillard, Louis Nunley, William Guilford Wright, Jr. - accompagnamento vocale-cori
- Chet Atkins - produttore

Stop the World (And Let Me Off) / Down Came the World / I'm a Man of Constant Sorrow
- Waylon Jennings - voce solista
- Gerald Gropp - chitarra
- Pete Wade - chitarra
- Paul Foster - chitarra
- Floyd Cramer - pianoforte
- Henry Strzelecki - basso
- Richard Albright - batteria
- Anita Carter, Dorothy Ann Dillard, Louis Nunley, William Guilford Wright, Jr. - accompagnamento vocale-cori
- Chet Atkins - produttore

Cindy of New Orleans / That's the Chance I'll Have to Take / What's Left of Me
- Waylon Jennings - voce solista
- Gerald Gropp - chitarra
- Jerry Reed - chitarra
- Paul Foster - chitarra
- Ray Stevens - pianoforte
- Bob Moore - basso
- Richard Albright - batteria
- Anita Kerr Singers (gruppo vocale) - accompagnamento vocale-cori
- Chet Atkins - produttore

Look into My Teardrops / What Makes a Man Wander
- Waylon Jennings - voce solista
- Gerald Gropp - chitarra
- Jerry Reed - chitarra
- Floyd Cramer - pianoforte
- Ray Stevens - vibrafono
- Henry Strzelecki - basso
- Kenneth Buttrey - batteria
- Anita Kerr Singers (gruppo vocale) - accompagnamento vocale-cori
- Chet Atkins - produttore

I Don't Mind / Just for You
- Waylon Jennings - voce
- Gerald Gropp - chitarra
- Jerry Reed - chitarra
- Floyd Cramer - pianoforte
- Ray Stevens - vibrafono
- Henry Strzelecki - basso
- Kenneth Buttrey - batteria
- Anita Kerr Singers (gruppo vocale) - accompagnamento vocale-cori
- Chet Atkins - produttore[5]

Note aggiuntive
- Chet Atkins - produttore
- Registrato al RCA Victor's Nashville Sound Studio di Nashville, Tennessee
- Jim Malloy e Bill Vandervort - ingegneri delle registrazioni
- Don Bowman - note retrocopertina album[6]

## Classifica
Album
| Anno | Classifica         | Posizione raggiunta |
| ---- | ------------------ | ------------------- |
| 1966 | Top Country Albums | 9                   |

Singoli
| Anno | Titolo del brano                    | Classifica        | Posizione raggiunta |
| ---- | ----------------------------------- | ----------------- | ------------------- |
| 1965 | Stop the World (And Let Me Off)     | Hot Country Songs | 16                  |
| 1965 | That's the Chance I'll Have to Take | Hot Country Songs | 49                  |